# Hatten, Bas-Rhin

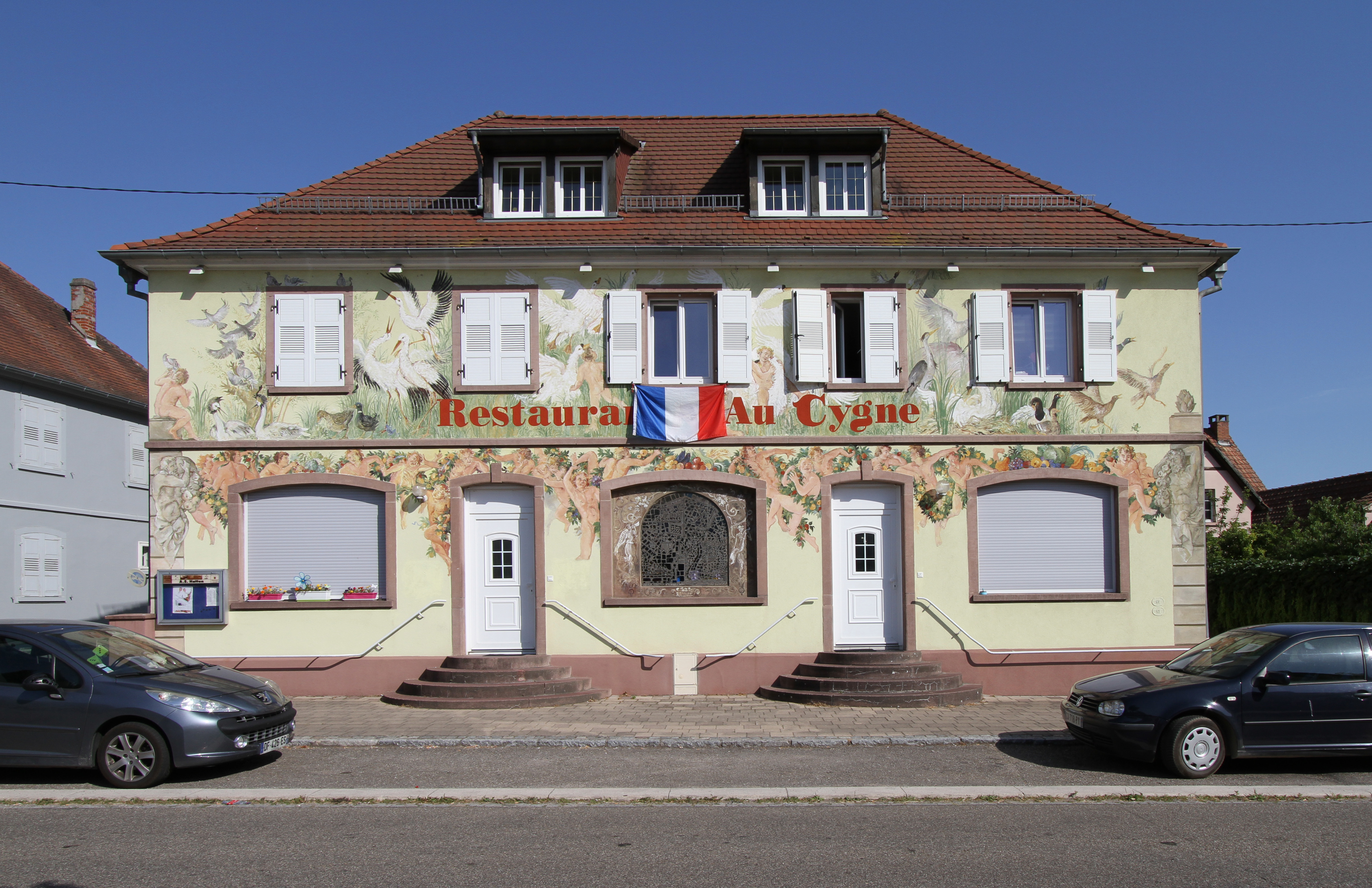

Hatten là một xã trong tỉnh Bas-Rhin, thuộc vùng Grand Est của nước Pháp, có dân số là 1789 người (thời điểm 1999). Hatten là một phần của Tuyến phòng thủ Maginot và đã bị tàn phá gần như toàn bộ trong một trận đánh vào tháng 1 năm 1945.

## Thông tin nhân khẩu
| 1962  | 1968  | 1975  | 1982  | 1990  | 1999  |
| ----- | ----- | ----- | ----- | ----- | ----- |
| 1.404 | 1.513 | 1.520 | 1.658 | 1.691 | 1.789 |